# Atu Lara (Ort)
Atu Lara ist ein osttimoresischer Ort im Suco Maliubu (Verwaltungsamt Bobonaro, Gemeinde Bobonaro). Das Dorf liegt im Osten der Aldeia Atu Lara, nördlich der Überlandstraße von Maliana nach Atsabe, auf einer Meereshöhe von 789 m. Die Häuser und Hütten reihen sich entlang der Straße, die Atu Lara mit der Überlandstraße und im Nordwesten mit dem Nachbardorf Poelau verbindet.